# Bahnhof Nürtingen
Der Bahnhof Nürtingen ist ein Trennungsbahnhof an der Bahnstrecke Plochingen–Immendingen, an dem die Bahnstrecke Nürtingen–Neuffen abzweigt. Er wird von Regionalzügen mehrerer Unternehmen bedient.

## Geschichte

### Eröffnung
Die Königlich Württembergischen Staats-Eisenbahnen eröffneten am 20. September 1859 das erste Teilstück ihrer Strecke nach Immendingen. Nürtingen, günstig am Neckar gelegen und Oberamtsstadt, erhielt dabei auch einen Schienenanschluss. Der Bahnhof entstand östlich der Stadt. Das damalige Empfangsgebäude ist noch erhalten. Bis 1893 beherbergte es auch die Post, bis diese ein eigenes Gebäude südlich des Empfangsgebäudes erhielt.

### Nürtingen wird Eisenbahnknoten

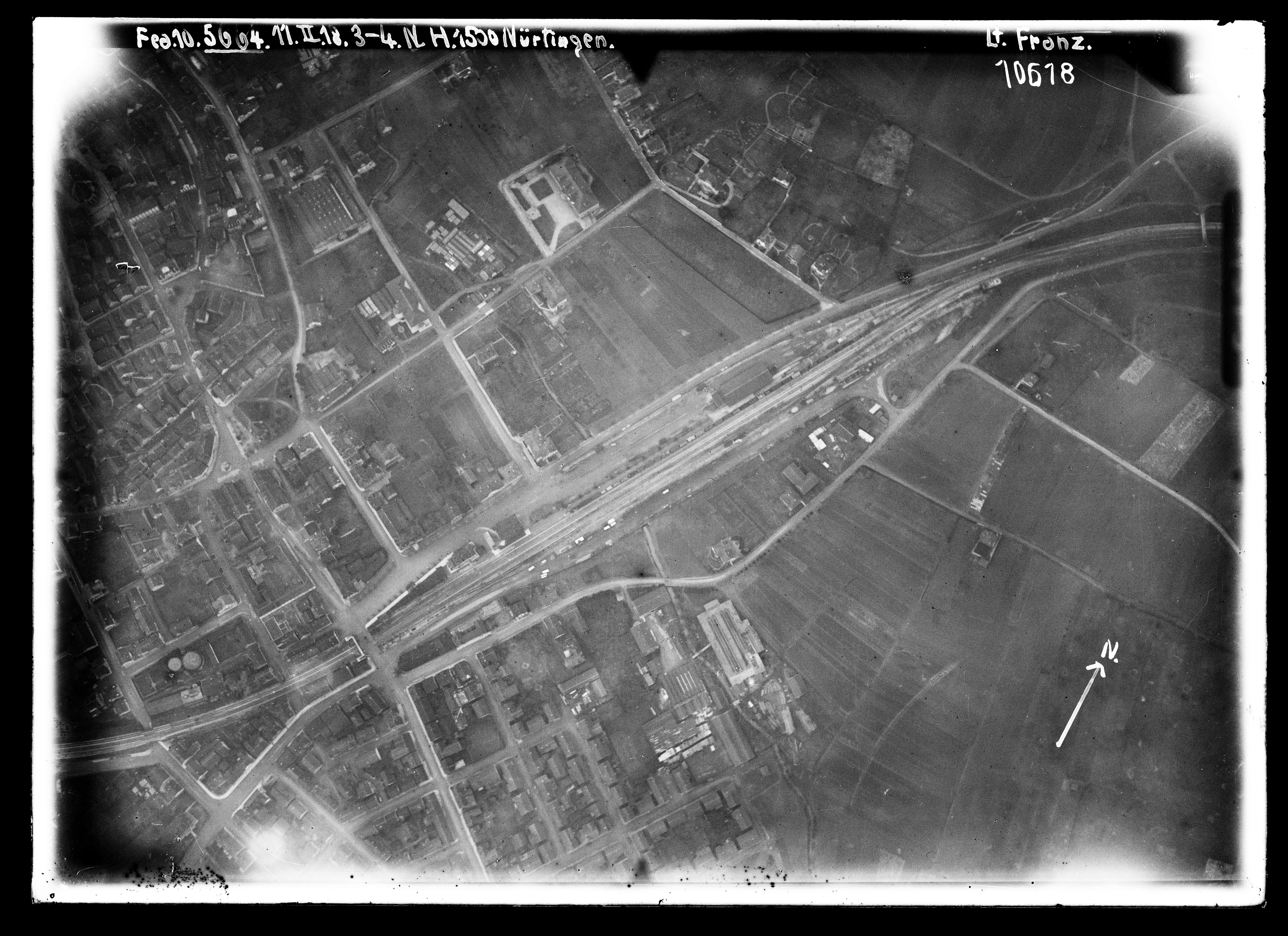
Luftbild des Bahnhofs, Februar 1918

Ende des 19. Jahrhunderts bemühte sich die Stadt Neuffen um einen Eisenbahnanschluss. Dieser wurde durch die private Württembergische Eisenbahn-Gesellschaft (WEG) ermöglicht. Seit 1. Juni 1900 zweigt in Nürtingen die Bahnstrecke nach Neuffen von der Hauptstrecke ab. Die Züge der WEG benutzten auch den Bahnhof der Staatsbahn.
Die Direktion der Staatsbahn plante zur gleichen Zeit eine Strecke, die in Nürtingen abzweigend am linken Neckarufer bis Kirchentellinsfurt führen sollte. Sie verwarf jedoch dieses Projekt.
Nürtingen verzeichnete steigende Einwohnerzahlen. Mit neuen Wohn- und Geschäftshäusern, aber auch Industrie- und Gewerbebetrieben, wuchs die Stadt in Richtung Bahnhof.

### Reichsbahnzeit
Bereits 1926 erklärten die Stadtverwaltung und der Verkehrsverein das Empfangsgebäude für zu klein und nicht mehr zeitgemäß. Die Deutsche Reichsbahn teilte diese Meinung nicht und weigerte sich einen Neubau zu finanzieren. Erst als einige Nürtinger Industriebetriebe die Bereitschaft erklärten, sich an den Kosten zu beteiligten und die Post das alte Gebäude übernehmen wollte, stimmte die Reichsbahn zu.
Das neue Empfangsgebäude entstand nördlich des ehemaligen Gebäudes. Am 19. November 1934 fand seine feierliche Einweihung statt. Bereits zum 1. Oktober 1934 elektrifizierte die Deutsche Reichsbahn im Rahmen des Stuttgarter Vorortverkehrs die Strecke von Plochingen bis Tübingen.

### Ausblick
Der Verband Region Stuttgart beschloss am 22. April 2020, eine Planung (Leistungsphasen 1 bis 4) zur Anpassung von Bahnsteigen zu beauftragen, die für eine Verlängerung der S-Bahn Stuttgart bis Nürtingen erforderlich sind. Der Nürtinger Gemeinderat sprach sich am 6. Oktober 2020 einstimmig für die Anbindung Nürtingens an das S-Bahn-Netz aus.
Inzwischen ist geplant, an Gleis 6 einen gemeinsamen Bahnsteig für die S-Bahn (220 m, 96 cm hoch) und der Tälesbahn zu errichten. Ein Realisierungs- und Finanzierungsvertrag soll Ende 2024 unterzeichnet werden. Die Gesamtkosten wurden Mitte 2024, auf Grundlage der Vorplanung, mit ca. 7,4 Millionen Euro beziffert. Der Bahnsteig soll bis 2027 hergestellt werden.
Im August 2023 beantragte die DB ein Planfeststellungsverfahren zur Modernisierung der Verkehrsstation. Es beinhaltet, den Hausbahnsteig am Gleis 1 sowie den Mittelbahnsteig an den Gleisen 2 und 3 zu erneuern sowie einen den Außenbahnsteig an Gleis 6. Ferner sind u. a. auch Zugänge, Treppen und Aufzüge mit umfasst.
Darüber hinaus sollen in Nürtingen Abstellgleise für S-Bahnen entstehen. Dazu lag Ende 2021 eine Vorplanung vor. Die Planung wurde aufgrund der Ergebnisse der Vorplanung zurückgestellt. Alternative Standorte werden gesucht.
Der Bahnhof ist optionaler Teil des Digitalen Knotens Stuttgart (Baustein 3, Planbereich 3). Die Ausrüstung dieses Bereichs wurde 2024 aus finanziellen Gründen zurückgestellt.

## Empfangsgebäude
In Nürtingen ist sowohl das Empfangsgebäude von 1859, als auch der Neubau von 1934 erhalten geblieben.

### Empfangsgebäude von 1859

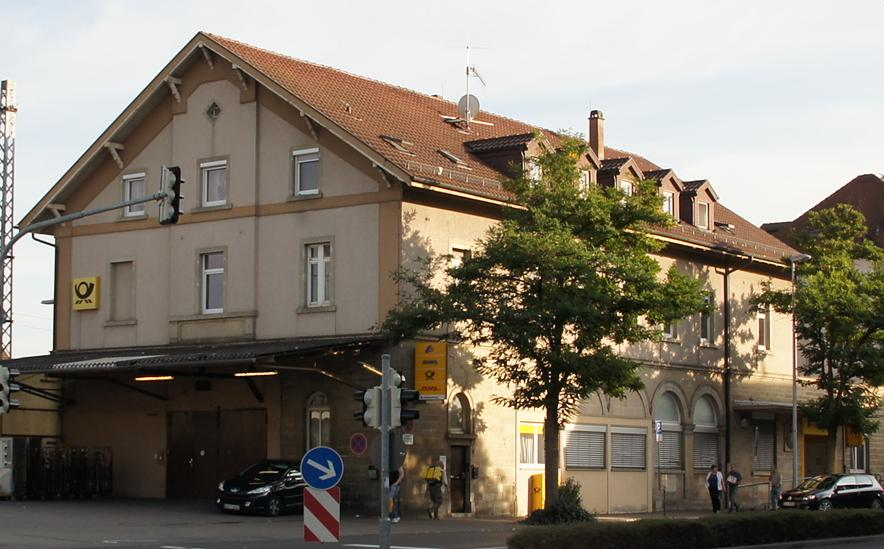
Empfangsgebäude von 1859 (Zustand 2010)

Das Empfangsgebäude aus dem Jahr 1859 ist ein zweistöckiges Bauwerk mit Satteldach. Fenster und Türen im Erdgeschoss waren mit Rundbogen versehen (heute noch erkennbar). Es maß ursprünglich eine Länge von 25,78 Metern und eine Breite von 14,32 Metern. Von der Straßenseite aus gelangten die Reisenden in eine schlanke Schalterhalle. Das Gebäude bot Platz für einen Warteraum und Diensträume für die Bahnangestellten sowie für die Post. Das Gebäude erhielt später nach Süden hin einen Anbau. Im Obergeschoss befanden sich Wohnungen für die Bahnbediensteten. Die Post erhielt 1893 südlich des Empfangsgebäudes ein eigenes Bauwerk. 1934 übernahm die Post das Empfangsgebäude von der Reichsbahn.

### Empfangsgebäude von 1934
Das Empfangsgebäude aus dem Jahr 1934 ist – seiner Zeit entsprechend – sehr repräsentativ, aber sachlich aufgebaut. Der Hauptteil des Gebäudes (Mittelbau und zwei zweistöckige Flügelbauten) maß ursprünglich eine Länge von 43 Metern und eine Breite von 14,5 Metern. Nach Norden hin ragt mit einer Länge von etwa 4,5 Metern ein Treppenhaus als Risalit heraus, in dessen Länge sich ein einstöckiger Anbau anschließt. Auch nach Süden hin vergrößerte die Deutsche Bundesbahn das Gebäude 1949 um einen fünf Meter langen einstöckigen Anbau.
Die Länge der Schalterhalle im Mittelbau ist durch Innenumbauten nicht mehr erhalten. Ursprünglich war sie 24 Meter lang und 7,12 Meter breit. Die Raumhöhe beträgt 6,6 Meter. Die große Fensterfront an der Straßenseite belichtet die Halle. Der Mittelbau setzt sich nach Osten hin einstöckig fort.
Das Gebäude ist mit mehreren Walmdächern gedeckt, der einstöckige Teil des Mittelbaus mit einem Flachdach.
Am 19. November 1934 weihte die Reichsbahn das Gebäude feierlich ein.

## Bahnbetrieb
Der Bahnhof Nürtingen verfügt über drei Bahnsteiggleise. Auf Gleis 1, dem Hausbahnsteig, halten die Züge Richtung Metzingen, auf Gleis 2 die Richtung Wendlingen. Auf Gleis 3 fahren die Züge der WEG von und nach Neuffen. Der Bahnhof wird von der Deutschen Bahn in der Preisklasse 3 geführt und von einem Spurplanstellwerk vom Typ SpDrS60 gesteuert.

### Regionalverkehr
| Linie                    | Laufweg | Takt                                          | Unternehmen                             |
| ------------------------ | --- | --------------------------------------------- | --------------------------------------- |
| RE 6                     | Tübingen – Reutlingen – Metzingen – Nürtingen – Stuttgart | Einzelne Fahrten in HVZ                       | DB Regio Stuttgart                      |
| MEX 12                   | Tübingen – Reutlingen – Metzingen – Bempflingen – Nürtingen – Oberboihingen – Wendlingen – Plochingen – Esslingen (Neckar) – Stuttgart-Bad Cannstatt – Stuttgart – Heilbronn (– Mosbach-Neckarelz) | 60 Minuten (bis Mosbach-Neckarelz nur in HVZ) | DB Regio Stuttgart                      |
| MEX 18                   | Tübingen – Reutlingen – Metzingen – Nürtingen – Wendlingen – Plochingen – Esslingen (Neckar) – Stuttgart-Bad Cannstatt – Stuttgart – Heilbronn – Möckmühl – Osterburken                            | 60 Minuten                                    | DB Regio Stuttgart                      |
| RB 65                    | Nürtingen – Neuffen | 60 Minuten; in HVZ: 30 Minuten                | Württembergische Eisenbahn-Gesellschaft |
| Stand: 15. Dezember 2024 | |                                               |                                         |

### Fernverkehr
Seit dem Fahrplanwechsel Ende 2023 verkehrt ein IC-Zugpaar täglich nach Dresden.
| Linie | Verlauf | Takt                               | Betreiber      |
| ----- | --- | ---------------------------------- | -------------- |
| IC 55 | Tübingen – Reutlingen – Metzingen – Nürtingen – Plochingen – Stuttgart – Bahnhof Vaihingen (Enz) – Heidelberg – Mannheim – Mainz – Koblenz – Bonn Hauptbahnhof – Köln Hauptbahnhof – Solingen Hauptbahnhof – Wuppertal Hauptbahnhof – Hagen Hauptbahnhof – Dortmund Hauptbahnhof – Hamm (Westfalen) Hauptbahnhof – Bielefeld Hauptbahnhof – Herford – Bad Oeynhausen – Minden (Westfalen) – Hannover Hauptbahnhof – Braunschweig Hauptbahnhof – Magdeburg Hauptbahnhof – Halle (Saale) Hauptbahnhof – Leipzig/Halle Flughafen – Leipzig Hauptbahnhof – Riesa – Dresden-Neustadt – Dresden Hauptbahnhof | ein Zugpaar täglich (IC 2047/2048) | DB Fernverkehr |

## Trivia
- Überregionale Bekanntheit erreichte der Bahnhof Nürtingen durch die Harald Schmidt Show vom 19. Dezember 2001: Darin wurde das Geschehen am Bahnhof auf einer Modelleisenbahnanlage nachgespielt und von Harald Schmidt – der in Nürtingen aufwuchs – scherzhaft kommentiert.[13] Später war das Modell aus der Sendung im Bahnhofsgebäude ausgestellt. Der Kunstprofessor Andreas Mayer-Brennenstuhl sieht darin einen Auslöser für die Renovierung des Bahnhofs, auch wenn das Modell mit der tatsächlichen Situation vor Ort kaum etwas zu tun gehabt habe.[14]

- Laut dem dritten Gutachterentwurf des Deutschlandtakts sind zukünftig drei Fernverkehrszüge pro Stunde und Richtung vorgesehen, darunter ein zweistündliches Zugpaar von/nach Amsterdam.[15] Die Fahrzeit zwischen Stuttgart Hauptbahnhof und Nürtingen wird mit 16 bis 18 Minuten angegeben.[16]